# Patricio Lorente
Patricio Lorente (La Plata, 19 de marzo de 1969) es un académico y dirigente universitario argentino. Desde 2018 hasta 2025, se desempeñó como Secretario General de la Universidad Nacional de La Plata. Entre 2015 y 2016, fue presidente del consejo de administración de Wikimedia Foundation, la entidad rectora de Wikipedia y otros proyectos asociados.

## Biografía
Patricio Lorente nació en La Plata, provincia de Buenos Aires, el 19 de marzo de 1969. Es único hijo varón de Hugo Enrique Lorente, ingeniero en telecomunicaciones, y Beatriz Gliemmo, arquitecta. Cursó sus estudios primarios en la Escuela Nº 18 de Manuel B. Gonnet y realizó la secundaria en el Colegio Nacional de La Plata.
Lorente realizó estudios en las carreras de Derecho, Filosofía, Letras e Informática de la Universidad Nacional de La Plata.

## Trayectoria profesional

### Trayectoria universitaria
Patricio Lorente integra la gestión de la Universidad Nacional de La Plata desde 2004, cuando fue nombrado Prosecretario de Bienestar Estudiantil, puesto donde tenía a cargo la administración de distintas áreas de la universidad vinculadas con servicios al alumnado y la relación con las organizaciones estudiantiles. Posteriormente se desempeñó como Prosecretario de Administración y Bienestar Universitario.
En 2011, asumió como Prosecretario General, segundo a cargo de la administración general de esa universidad. Tras la Asamblea Universitaria de 2018, donde resultó elegido rector Fernando Tauber, Lorente fue elegido Secretario General de la institución.
Desde 2019, es profesor del seminario de posgrado Wikipedia en educación del Doctorado en Ciencias Informáticas de la Facultad de Informática de la Universidad Nacional de La Plata.

### Trayectoria en el movimiento Wikimedia
Patricio Lorente es colaborador de Wikipedia en español desde 2005. Es socio fundador de Wikimedia Argentina, el capítulo local de Wikimedia Foundation. Fue su primer presidente, ocupando ese cargo hasta 2012. Se especializó en fomentar la relación entre los proyectos Wikimedia y el sector educativo, siendo autor de materiales publicados por el Ministerio de Educación de Argentina a través de Educ.ar e integrante del Consejo Asesor de Conectar Igualdad. También fue líder público para Argentina de Creative Commons.
En 2012, Lorente renunció a la presidencia de Wikimedia Argentina, tras ser electo por las organizaciones afiliadas de Wikimedia Foundation, para integrar su consejo de administración (board of trustees), siendo reelecto en 2014. En 2014 fue elegido vicepresidente del consejo de administración de Wikimedia Foundation; y, un año después, presidente del mismo, cargo que desempeñó hasta el final de su mandato, en 2016.
En su calidad de dirigente de Wikimedia Foundation, fue el encargado de recibir, en representación de la comunidad de Wikipedia, el Premio Princesa de Asturias de Cooperación Internacional, que fue entregado en reconocimiento a la enciclopedia en 2015. Lorente integró, además, el jurado de las dos ediciones posteriores del premio.
En 2020, publicó El conocimiento hereje: una historia de Wikipedia.

## Publicaciones

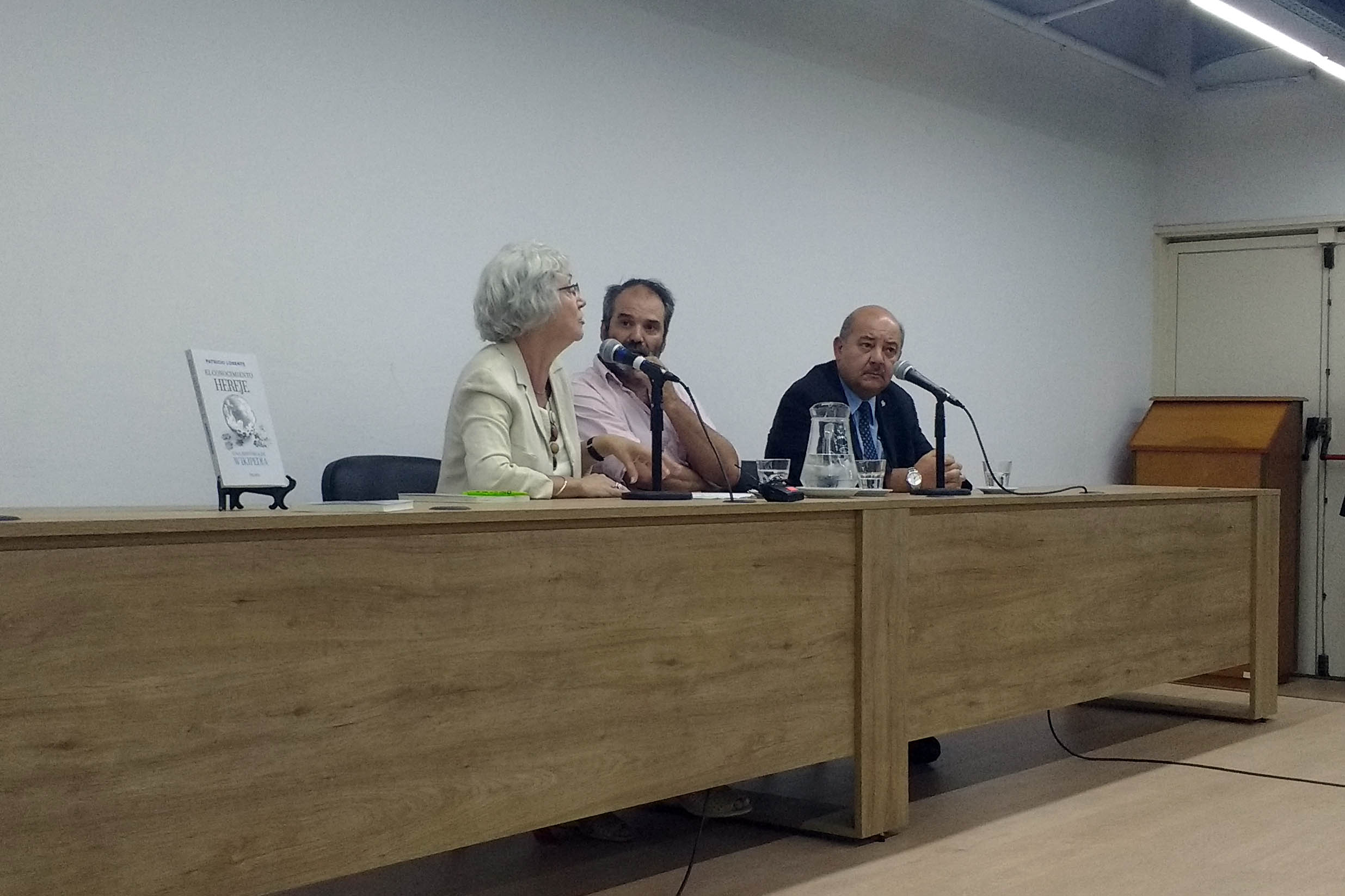
Lorente, en la presentación de El conocimiento hereje: una historia de Wikipedia, durante febrero de 2020.

- Conato, Darío, Navarro, Héctor y Lorente, Patricio (1996). «La experiencia del Foro Intermunicipal de Promoción del Empleo», en 'Programas de apoyo a microempresas, ADESO, La Plata. ISBN 9879572602
- Lorente, Patricio (2009). «Wikipedia en el aula», en El Monitor de la Educación, 5ta época, núm. 23, Ministerio de Educación de la Nación, Buenos Aires noviembre de 2009. ISSN 15159671
- Lorente, Patricio y Navarro, Héctor (2009). «International cooperation in Argentina», en Randel, Judith y German, Tony (editores): The Reality of Aid 1997-1998: An independent review of development cooperation, Earthscan, Londres. ISBN 9781134069743
- Lorente, Patricio (2010). «Copyright y redes P2P: ¿El cielo o el infierno de los creadores?», en Busaniche, Beatriz (editora): Argentina copyleft. La crisis del derecho de autor y las prácticas para democratizar la cultura, Fundación Vía Libre/Heinrich Böll Stiftung, Villa Allende. ISBN 9789872248673
- Lorente, Patricio (2016). «Wikipedia en el aula: nuevos entornos para nuevos (y viejos) desafíos», en Artopulos, Alejandro y Lion, Carina: La escuela de las pantallas. Referentes y casos para la transición, Buenos Aires, Fundación Telefónica/Editorial Ariel. ISBN 9789872328184
- Lorente, Patricio (2020). «El conocimiento hereje: una historia de Wikipedia», Buenos Aires, Editorial Paidós. ISBN 9789501298949
- Compiladores: Ferrante, Luisina; Torres, Anna; Lorente, Patricio; y Guastavino, Florencia (2022). «Wikipedia, educación y derechos humanos», La Plata, Editorial de la Universidad Nacional de La Plata (EDULP). ISBN 9789878475479